# Ryan Davenport
Ryan Davenport es un deportista canadiense que compitió en skeleton. Ganó tres medallas en el Campeonato Mundial de Skeleton entre los años 1995 y 1997.

## Palmarés internacional
| Campeonato Mundial | Campeonato Mundial           | Campeonato Mundial | Campeonato Mundial |
| Año                | Lugar                        | Medalla            | Prueba             |
| ------------------ | ---------------------------- | ------------------ | ------------------ |
| 1995               | Lillehammer (Noruega)        | Medalla de bronce  | Individual         |
| 1996               | Calgary (Canadá)             | Medalla de oro     | Individual         |
| 1997               | Lake Placid (Estados Unidos) | Medalla de oro     | Individual         |